# 리소네 (롬바르디아주)
리소네(Lissone, 롬바르디아어: Lisson)는 이탈리아 롬바르디아주 몬차에브리안차도에 있는 도시이자 코무네이다. 밀라노 북쪽으로 18 킬로미터 (11 mi) 떨어져 있다.
리소네는 베다노알람브로, 몬차, 무조, 데시오 (몬차에브리안차도), 세레뇨, 알비아테, 소비코, 마케리오, 비아소노의 코무네들과 경계를 이룬다.

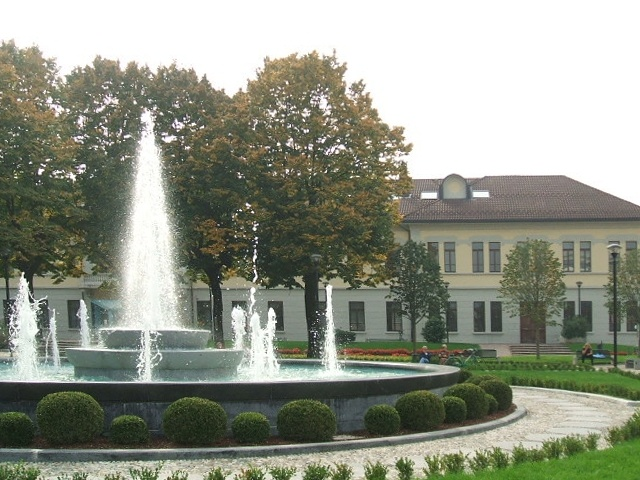
11월 4일 광장.

이 도시는 SS36-코모와 스플루가 호수의 고속도로와 밀라노-키아소 철도 노선을 통해 연결된다.
리소네는 1982년 11월 27일 대통령령으로 명예 도시 칭호를 받았다.
리소네는 리소네-무조 철도역을 통해 연결된다.

## 인물
- 우고 아고스토니 (1893–1941), 도로 사이클 선수
- 귀도 살라 (1928–1987), 그랑프리 오토바이 선수이자 카트 세계 챔피언
- 피에란토니오 트레몰라다 (1956년 출생), 브레시아 주교
- 알베르토 리볼타 (1967–2019), 축구 선수
- 페데리코 페레고 (1984년 출생), 농구 보조 코치
- 시모네 폰티지아 (1993년 출생), 축구 선수
- 마틸데 빌라 (2004년 출생), WNBA 선수